# Tutova, Vaslui
Tutova este satul de reședință al comunei cu același nume din județul Vaslui, Moldova, România. Se află în partea de sud-vest a județului, în Colinele Tutovei. La recensământul din 2002 avea o populație de 1377 locuitori.
 Acest articol despre o localitate din județul Vaslui este deocamdată un ciot. Puteți ajuta Wikipedia prin completarea lui.